# First Australian Imperial Force
De First Australian Imperial Force (1st AIF) was het expeditieleger van Australië (land) tijdens de Eerste Wereldoorlog. Het werd gevormd op 15 augustus 1914, na Brittannië's oorlogsverklaring aan Duitsland op 7 augustus 1914. Australië bezat op dat moment geen staand leger, maar alleen  militietroepen ter verdediging van het land zelf. Deze militie mocht niet overzees ingezet worden. Vandaar de oprichting van de AIF.  
Aanvankelijk bestond het leger uit een infanterie divise en een Light Horse brigade. Deze troepen werden begin 1915 naar Egypte getransporteerd. In Egypte werden de zowel de infanterie als de Light Horse troepen samengevoegd met troepen uit Nieuw-Zeeland tot het Australian and New Zealand Army Corps. Dit korps werd vervolgens tussen april en december 1915 ingezet tijdens de Gallipoliveldtocht. Omdat de rekrutering in Australië goed verliep werd de AIF tijdens de veldtocht versterkt door een tweede divisie die later werd opgericht, samen met drie light horse brigades.   
Na de evacuatie naar Egypte in december 1915 werd de AIF uitgebreid tot vijf infanterie divisies die werden ingezet om te vechten in Frankrijk en België langs het westfront. Tegelijkertijd werden ook de Light Horse brigades uitgebreid tot zeven. Op één regiment na werden de Light Horse troepen echter in Egypte gehouden. Zij werden een onderdeel van de ANZAC Mounted Division, en vochten tussen maart 1916 en het einde van de oorlog in de Sinaï (schiereiland), Palestina (regio) en in Syrië. Hierbij namen ze onder andere deel aan de gevechten bij Gaza (stad) en Beër Sjeva in 1917 en Jericho, Amman (stad) en Damascus in 1918.  
De infanterie divisies vertrokken tussen maart en juli 1916 naar Frankrijk, en namen later dat jaar deel aan de veldslagen bij Fromelles, Pozières en Mouquet Farm. In 1917 volgden de veldslag bij Bullecourt en meerdere veldslagen tijdens de Derde Slag om Ieper. Een zesde infanterie divisie werd gedeeltelijk opgericht in 1917 in het Verenigd Koninkrijk, maar werd opgeheven en gebruikt als versterkingen na zware verliezen op het westfront.  
In 1918 stortte het Geallieerde front in noord-Frankrijk ineen tijdens het Duitse Lenteoffensief. Australische divisies werden op meerdere plekken ingezet om gaten in het front te dichten, met name rondom Amiens bij Villers-Bretonneux. Nadat het Duitse offensief was doodgebloed vormden de Australische divisies een belangrijk onderdeel van de Geallieerde tegenaanvallen bij Hamel en de Slag bij Amiens en de rest van het Honderddagenoffensief.  
Na een uitgerekte demobilisatieperiode werd de First AIF ten slotte in april 1921 opgeheven. Meer dan 330.000 Australiërs dienden erin, van wie er meer dan 60.000 sneuvelden. In 1939 werd haar opvolger, de Second AIF, opgericht om tijdens de Tweede Wereldoorlog te vechten.